# NGC 7297
NGC 7297 este o emission-line galaxy⁠(d) situată în constelația Cocorul. A fost descoperită în 1 septembrie 1834 de către John Herschel.